# Thân vương xứ Oranje

Huy hiệu của Thân vương xứ Orange (1815–1884)

Huy hiệu của Bá quốc Orenge, thuộc Nhà Orange thời kỳ đầu.

Huy hiệu của đô thị Orange ở Vaucluse. Được các Thân vương xứ Orange ban cho vào nửa sau thế kỷ XII.

Thân vương xứ Oranje (tiếng Hà Lan: Prins van Oranje; tiếng Pháp: Prince d'Orange; tiếng Đức: Fürst von Orange) là một tước hiệu quý tộc châu Âu gắn với Thân vương quốc Orange, một lãnh địa nhà nước có chủ quyền trong lịch sử ở miền Nam nước Pháp. Tước hiệu này hiện được Vương thất Hà Lan (Nhà Nassau) sử dụng như một tước hiệu phụ dành cho người giữ địa vị trữ quân của ngai vàng Hà Lan.

## Khái quát
Tước hiệu "Thân vương xứ Orange" được Hoàng đế Friedrich I Barbarossa của Đế quốc La Mã Thần thánh đặt ra vào năm 1163, bằng cách nâng Bá quốc Orange lên thành một Thân vương quốc, nhằm tăng cường sự ủng hộ của giới quý tộc ở xứ này dành cho ông trong cuộc xung đột với Giáo hoàng. Năm 1173, tước hiệu và đất đai được chuyển cho các nhà quý tộc Pháp thuộc Nhà Baux, năm 1393 thuộc về Nhà Chalon-Arlay, trước khi đến với Rene của Nassau vào năm 1530. Thân vương quốc này sau đó được chuyển cho một quý tộc Hà Lan, anh họ của Rene là Willem I xứ Oranje vào năm 1544.
Năm 1702, sau khi cháu trai của Willem I xứ Oranje là William III của Anh qua đời mà không có con, tranh chấp nảy sinh giữa anh em họ của ông, John Willem Friso và Friedrich I của Phổ. Năm 1713, theo Hiệp ước Utrecht, Friedrich Wilhelm I của Phổ đã nhượng lại Thân vương quốc Orange cho Vua Louis XIV của Pháp (nhưng vẫn giữ lại tước hiệu Thân vương xứ Oranjge cho vương triều của mình). Năm 1732, theo Hiệp ước phân chia, con trai của Friso, Willem IV đồng ý chia sẻ việc sử dụng tước hiệu "Thân vương xứ Orange" (đã có uy tín ở Hà Lan và thế giới đạo Tin lành) với Frederick William.
Với sự ra đời của Vương quốc Hà Lan vào thế kỷ XIX, tước hiệu này theo truyền thống được ban cho người thừa kế rõ ràng của quốc vương Hà Lan. Mặc dù ban đầu chỉ được phong cho nam giới, kể từ năm 1983, tước hiệu này được phong cho cả Hoàng tử hoặc Công chúa.
Vương tộc Orange-Nassau, Vương tộc trị vì Vương quốc Hà Lan hiện tại không phải là gia đình duy nhất tuyên bố tước vị Thân vương xứ Orange. Tước vị này đã được các vị vua và hoàng đế Đức thuộc Vương tộc Hohenzollern tuyên bố là của mình. Nó cũng bị gia đình quý tộc Pháp là Mailly tranh dành. Những nhân vật hiện đang sử dụng tước hiệu này là Vương nữ Catharina-Amalia của Hà Lan (Orange-Nassau), Georg Friedrich (của Hohenzollern) và Guy (của Mailly-Nesle).

## Văn chương
- Herbert H. Rowen, The princes of Orange: the stadholders in the Dutch Republic. Cambridge and New York: Cambridge University Press, 1988.
- John Lothrop Motley, "History of the United Netherlands from the Death of William the Silent to the Synod of Dort". London: John Murray, 1860.
- John Lothrop Motley, "The Life and Death of John of Barenvelt". New York & London: Harper and Brothers Publishing, 1900.
- Petrus Johannes Blok, "History of the people of the Netherlands". New York: G. P. Putnam's sons, 1898.
- Reina van Ditzhuyzen, Het Huis van Oranje: prinsen, stadhouders, koningen en koninginnen. Haarlem : De Haan, [1979].